# 21 км (зупинний пункт, Одеська залізниця)
21 км — пасажирський залізничний зупинний пункт Одеської дирекції Одеської залізниці на лінії Мигаєве — Ротове.
Розташований поблизу водосховища на Малому Куяльнику, Березівський район, Одеської області між станціями Мигаєве (21 км) та Новознам’янка (8 км).
Станом на початок 2018 р. не здійснюється пасажирське сполучення.